# Bispo assistente anglicano
Um bispo assistente na Comunhão Anglicana é um bispo nomeado para auxiliar um bispo diocesano.

## Igreja da Inglaterra
Na Igreja Anglicana estabelecida, os bispos assistentes são geralmente bispos aposentados (diocesanos ou sufragâneos) – nesse caso, são bispos assistentes honorários. Historicamente, bispos não aposentados foram nomeados para serem bispos assistentes – no entanto, ao contrário de um diocesano ou sufragâneo, eles não detêm uma sé: eles não são o "Bispo de Algum Lugar". Alguns bispos assistentes honorários são bispos que renunciaram à sua sé e retornaram a um ministério sacerdotal (vigário, reitor, cônego, arquidiácono, deão etc.) em uma diocese inglesa. Um exemplo recente disso é Jonathan Frost, decano de Iorque, que também foi bispo assistente honorário da Diocese de Iorque, com filiação à Câmara dos Bispos diocesana (ou seja, senta-se e vota com o arcebispo e os bispos sufragâneos no Sínodo Diocesano).

## Igreja Anglicana da Austrália
Na Igreja Anglicana da Austrália, as nomeações de bispos assistentes são feitas de acordo com o Cânone dos Bispos Assistentes desde 1966. Nas dioceses australianas, esses bispos assistentes funcionam de forma semelhante aos bispos sufragâneos na Inglaterra (a Igreja australiana não tem sufragâneas per se). De acordo com o cânone de 1966, embora o termo bispo coadjutor possa ser usado para um bispo assistente, nenhum bispo pode ter o direito ou a expectativa de suceder a uma sé diocesana.

## Igreja Episcopal
Na Igreja Episcopal sediada nos EUA, ambos os títulos de bispo assistente e bispo auxiliar são usados. Ambos são nomeados pelo bispo diocesano e devem ter sido previamente consagrados como bispos para outra posição. As nomeações são válidas apenas durante o mandato do diocesano que faz a nomeação. Os bispos assistentes são geralmente em tempo integral e os bispos auxiliares servem em uma base mais limitada de meio período ou curto prazo. O título de bispo visitador é usado em algumas dioceses para auxiliar bispos. No século XIX, o título de bispo assistente era usado para bispos coadjutores.
Em 2022, os bispos de Vermont, New Hampshire e Maine nomearam-se mutuamente como bispos assistentes nas suas dioceses para promover a cooperação regional.

## Igreja de Gales
Bispos assistentes podem ser nomeados dentro da Igreja no País de Gales. Embora tenha havido vários bispos assistentes na diocese de Llandaff, na prática, bispos assistentes foram nomeados em outras dioceses apenas quando o bispo diocesano é o arcebispo no momento, a fim de auxiliá-los com as funções episcopais diocesanas. Como arcebispo, Barry Morgan teve um bispo assistente de Llandaff: de abril de 2009 a abril de 2017, esse cargo foi ocupado por David Wilbourne. Veja também: Bispo assistente de Santo Asafe. Em 26 de janeiro de 2022, foi anunciado que Mary Stallard havia sido nomeada bispo assistente de Bangor, para auxiliar Andy John em seus deveres diocesanos enquanto ele também serve como arcebispo de Gales; sua consagração ocorreu em 26 de fevereiro de 2022 na Catedral de Bangor.
Um bispo assistente provincial foi nomeado em 1996 para fornecer ministério episcopal a congregações que não podiam aceitar o ministério de bispos que ordenavam mulheres. O papel era análogo ao ofício de visitador episcopal provincial na Igreja da Inglaterra. David Thomas ocupou o cargo por doze anos, aposentando-se em 2008. Naquela época, o Bench of Bishops decidiu que não continuaria a nomear um bispo específico para ministrar àqueles que rejeitam a ordenação de mulheres como padres. Este ponto foi reiterado por Barry Morgan no Corpo Governante da Igreja no País de Gales em setembro de 2013, durante o debate sobre se a Igreja no País de Gales ordenaria ou não mulheres ao episcopado.
Historicamente, houve bispos sufragâneos antes e depois da desestabelecimento, incluindo dois de bispos de Swansea e um bispo de Maenan. De 1946 até sua morte em 1953, Richard William Jones (Arquidiácono de Llandaff e Reitor de Peterston-super-Ely) foi "Bispo Assistente de Gales".